# Яхно Максим Анатолійович
Максим Анатолійович Яхно (нар. 3 квітня 1988 Харків, УРСР) — український футболіст, півзахисник.

## Клубна кар'єра
Вихованець харківського «Металіста». Перший тренер — Леонід Ішханович Сааков. У 2005 році зарахований у дубль харків'ян. У першій команді зіграв один матч. Дебют у Прем'єр-лізі відбувся в останньому турі сезону 2008/09 років. 26 травня 2009 року в харківському дербі проти «городян» футболіст вийшов на поле на 72-й хвилині матчу, замінивши Дмитра Семочка.
У дублі продовжував грати до 24-х років. Тренери першої команди чекали, що він, за прикладом Артема Путівцева, який заграв в основі в 24 роки, «зробить ривок, вийде на новий рівень», але «так і не дочекалися». Навесні 2012 року Яхно був відданий в оренду в ФК «Львів», а восени того ж року — в ПФК «Суми», де не заграв через травму. Після закінчення терміну оренди повернувся в розташування своєї команди.
Навесні 2013 року продовжив кар'єру в сусідньому «Геліосі», але не зіграв за цю команду жодного матчу повністю. Надалі виступав в аматорській команді «Електроважмаш» (Харків) та «Вовчанськ».

## Кар'єра в збірній
У 2005 році брав участь в гостьовому матчі збірної команди України U-17 проти німецьких ровесників (1:2).